# هاوارد لوتنیک
هاوارد ویلیام لوتنیک (زاده ۱۴ ژوئیه ۱۹۶۱) تاجر میلیاردر آمریکایی است که از ماه فوریه ۲۰۲۵ به عنوان چهل و یکمین وزیر بازرگانی ایالات متحده خدمت کرده است.
در سال ۱۹۸۳، لوتنیک در شرکت کانتور فیتزجرالد با راهنمایی ارائه شده توسط مؤسس شرکت، بی. جرالد کانتور استخدام شد. در سال ۱۹۹۰، لوتنیک به جایگاه رئیس و مدیر اجرایی کانتور فیتزجرالد دست یافت. پس از یک حادثه پزشکی مربوط به کانتور در سال ۱۹۹۵، او با آیریس همسر کانتور بر سر برنامه‌های جانشین‌پروری کانتور وارد یک دعوای حقوقی شد. لوتنیک پس از مرگ کانتور در سال ۱۹۹۶ به ریاست کانتور فیتزجرالد منصوب شد. او به‌طور چشمگیری در بخش فناوری سرمایه‌گذاری کرد و یک پلت فرم تجارت الکترونیکی به نام eSpeed ایجاد کرد. در حملات ۱۱ سپتامبر، شرکت کانتور فیتزجرالد ۶۵۸ کارمند از جمله گری، برادر هاوارد را از دست داد.
لوتنیک یکی از افراد جمع‌آوری کننده کمک مالی برای کمپین‌های انتخاباتی دونالد ترامپ در سال‌های ۲۰۲۰ و ۲۰۲۴، و همچنین از طرفداران سرسخت پیشنهاد ترامپ برای اجرای گسترده تعرفه‌ها بود. در ماه اوت ۲۰۲۴، او به عنوان رئیس مشترک انتقال ریاست‌جمهوری دونالد ترامپ انتخاب شد. رئیس‌جمهور منتخب ترامپ، لوتنیک را به عنوان نامزد خود برای وزارت بازرگانی در ماه نوامبر معرفی کرد. جلسه استماع کمیته بازرگانی، علوم و ترابری مجلس سنا برای لوتنیک در ژانویه ۲۰۲۵ برگزار شد و در ماه فوریه از مجلس سنا رای اعتماد گرفت. در فهرست میلیاردرهای بلومبرگ، دارایی خالص او ۱٫۵ میلیارد دلار تخمین زده شده است.

## دوران اولیه زندگی و تحصیل (۱۹۶۱–۱۹۸۳)

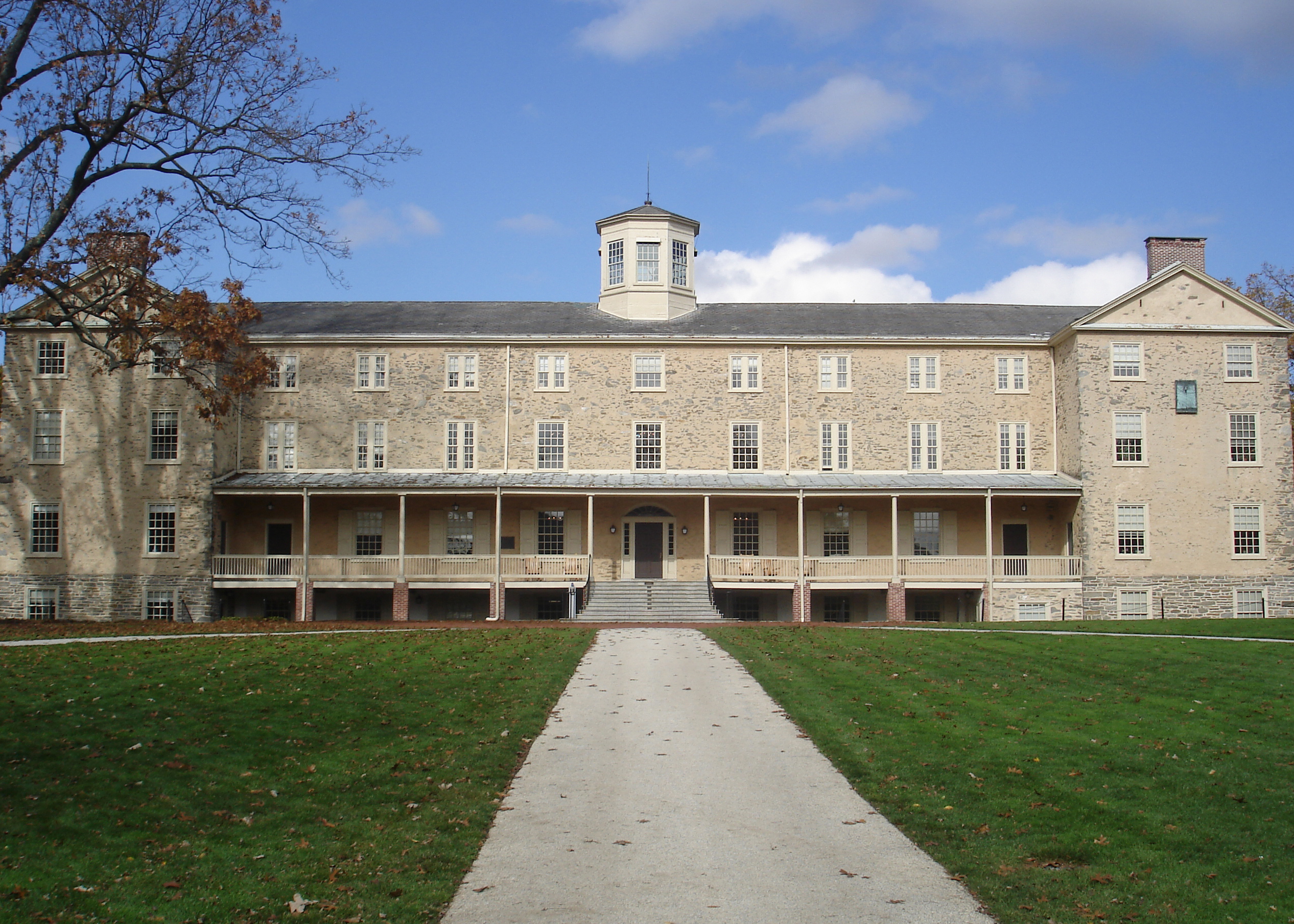
کالج هاورفورد، جایی که لوتنیک در آن تحصیل کرد (تصویر در سال ۲۰۱۰)

هاوارد ویلیام لوتنیک  در روز ۱۴ ژوئیه ۱۹۶۱  در لانگ آیلند، ایالت نیویورک به دنیا آمد.  او دومین پسر سولومون و جین (نام خانوادگی لیبرمن) لوتنیک بود. سولومون در کالج کوئینز، دانشگاه شهری نیویورک استاد تاریخ بود در حالی که جین نقاش و مجسمه‌ساز بود و در پردیس سی. دبلیو. پست دانشگاه لانگ آیلند تدریس می‌کرد. لوتنیک از تبار یهودی است.  او در جریکو، نیویورک  بزرگ شد و در دبیرستان جریکو تحصیل کرد.  در ماه فوریه ۱۹۷۸  در دوران جوانی لوتنیک، جین بر اثر لنفوم درگذشت. لوتنیک در کالج هاورفورد به عنوان یک نو آموز تنیس در دیویژن ۳ (Division III) حضور یافت.  در هفته اول کلاس‌هایش، سولومون بر اثر مصرف بیش از حد داروی شیمی‌درمانی که به دلیل ابتلا به سرطان روده بزرگ تجویز شده بود و سرطان هم به ریه‌هایش گسترش یافته بود، درگذشت. رابرت استیونز رئیس کالج هاورفورد، پیشنهاد داد از پرداخت هزینه‌های خود به دانشگاه چشم پوشی کند. در کالج هاورفورد، لوتنیک کاپیتان تیم تنیس شد. او در سال ۱۹۸۳ در رشته اقتصاد فارغ‌التحصیل شد. 

## زندگی شخصی
ازدواج
لوتنیک در ماه دسامبر ۱۹۹۴ با آلیسون لمبرت، همکار ارشد در مؤسسه حقوقی ویلسون السر مسکوویتز ادلمن‌انددیکر ازدواج کرد. بعد از اینکه رئیس‌جمهور دونالد ترامپ خود را به عنوان رئیس مرکز هنرهای نمایشی جان اف کندی منصوب کرد، آلیسون در فوریه ۲۰۲۵ به عنوان عضو هیئت امنا این مرکز منصوب شد. لوتنیک چهار فرزند دارد.

## نکات
1. ↑  سولومون و جین قبل و بعد از تونیک یک بچه داشتند: Edith[۴] "Edie"[۵] (زاده ۱۹۵۹/۱۹۶۰[۳][۶]) و گری (۱۹۶۴/۱۹۶۵–2001).[۷]